# بروميثياس باتراس بي سي
بروميثياس باتراس بي سي (باليونانية: Προμηθέας Πατρών)‏ هو نادي كرة سلة يوناني تأسس في 1986 ، يقع مقره الرئيسي في باتراس، ويلعب في الدوري اليوناني لكرة السلة.

## وصلات خارجية
- الموقع الرسمي